# Chroicocephalus bulleri
Chroicocephalus bulleri е вид птица от семейство Laridae.